# 新橋探偵物語
『新橋探偵物語』（しんばしたんていものがたり　英題：Sex Ditective HATENASHI）は、2018年に公開された日本の映画。2018年8月17日に『絶倫探偵　巨乳を追え!』のタイトルでピンク映画として初公開された。2018年8月27日から「OP PICTURES+フェス2018」の一編として再編集され一般公開。

## 概要
ゆうばり国際ファンタスティック映画祭2017オフシアター・コンペティション部門で北海道知事賞を受賞した横山翔一にとって初の長編および商業映画デビュー作。自身が受賞した大蔵映画創業70周年記念「OP PICTURES 新人監督発掘プロジェクト」企画の映像化作品。R-15版の『新橋探偵物語』（83分）とR-18版『絶倫探偵　巨乳を追え!』（70分）とで内容、細かな設定が異なり、濡れ場シーンの増減以外にも追加撮影がされている。
舞台には横山の会社勤め時代の拠点であった新橋が選ばれた。脚本は劇団ユニットろりえの奥山雄太。俳優陣は大学時代からの舞台仲間を集められている。
2019年3月16日には単独作品として一般公開。2019年4月のアップリンク渋谷では連日舞台挨拶が行われるなど異例のロングラン上映となった。
2019年9月2日、CS衛星劇場にて『セックス探偵ハテナシ!』のタイトルでテレビ初放送。台本上のタイトルはこちらであったが、劇場公開時に諸般の事情で変更になっていた。
2021年には続編となる『激マブ探偵なな 手淫が炸裂する時』が公開された。

## あらすじ
ピンク映画の撮影現場から女優ユミカが連れ去られた。ユミカに一目惚れした俳優・果梨（ハテナシ）は彼女を救うため、新橋に住む伝説のセックス探偵に弟子入りする。相棒を引き連れたセックス探偵とその仲間たちが繰り広げるファンタスティックなドタバタラブコメディがスタートする。

## キャスト
ユミカ
演 - 春原未来
ピンク映画の新人女優。果梨に一目惚れされる。苦節も長く、初の濡れ場撮影にも果敢に挑戦する。
果梨玉男（ハテナシタマオ）
演 - 長野こうへい
2代目セックス探偵であり売れない俳優。演技をすると、類まれなるイマジネーションですぐに興奮。現場を破壊するほどのギンギンエレクションで大迷惑をかけている。2代目を継承してからは48の奥義とセックス探偵7つ道具を駆使して謎に挑む。
彩
演 - 卯水咲流
美人捜査官。得意技は金的蹴り。武器は拳銃。風俗店へのがさ入れでセックス探偵の前に立ちふさがるが、アダルト嘘発見器の前に敗北。以降、果梨のバディとして行動する。
なな
演 - きみと歩実
片言の日本語を操るリトル・チャイナ・ガール。性感マッサージ嬢は仮の姿で、セックス探偵のサポートを心身ともに体を張って行う。
珍鎮
演 - あらい汎
新橋に住むという伝説のセックス探偵。勃起力減退のため引退し、性感マッサージ店を営む。果梨に48の奥義を伝授し、2代目に指名する。
前張達郎
演 - 伊神忠聡
果梨の学生時代の俳優仲間。果梨をピンク映画の世界に誘う。
権座我鳴
演 - 近藤善揮 
映像制作会社GOカンパニー代表。パンツはブリーフ派。
締義正
演 - 山岸拓生
富豪。息子を溺愛する。
締義雄
演 - 奥山雄太
締義正の息子。
仕出しのくり鳥・おばちゃん
演 - 滝本より子
おいしい唐揚げ弁当を運ぶ女。
仕出しのくり鳥・大男
演 - 後藤剛範
おいしい唐揚げ弁当を運ぶ男。
キャッチの男・クロフク
演 - 高木健
「かわいい子いるよ」と新橋の街ゆく人々に声をかける男。

## スタッフ
- 制作 - ふくよか舎[9]
- 配給 - オーピー映画
- 監督 - 横山翔一
- 脚本 - 奥山雄太
- 撮影監督 - 新里勝也
- 助監督 - 小関裕次郎
- 音楽プロデューサー - ひと:みちゃん
- 劇伴 - 松石ゲル

## 音楽
主題歌「街の明かりが消えた頃（ハテナシのテーマ）」
作詞作曲 - ひと：みちゃん / 編曲・劇伴アレンジ - 松石ゲル / 歌 - 春原未来
挿入歌「疲れた心にセックス探偵ハテナシ」
作詞作曲 - ひと：みちゃん / 編曲・劇伴アレンジ - 松石ゲル / コーラス - 春原未来、卯水咲流、きみと歩実、ひと：みちゃんと仲間たち
挿入歌「走れハテナシ！（外堀あたりまで）」
作詞作曲 - ひと：みちゃん / 編曲・劇伴アレンジ - 松石ゲル / 唄 - ひと：みちゃん / スキャット - 春原未来、卯水咲流、きみと歩実

## 関連作品
- はめられて Road to Love - GOカンパニーを舞台にした前日譚。
- 強がりカポナータ - GOカンパニー製作作品という設定。
- 激マブ探偵なな 手淫が炸裂する時 - 続編。